# バトル&ゲット! ポケモンタイピングDS
『バトル&ゲット! ポケモンタイピングDS』（バトル アンド ゲット! ポケモンタイピングディーエス）は、2011年4月21日にポケモンより発売されたニンテンドーDS用タイピングソフト。ヨーロッパでは2012年9月21日に発売された。DSカードにはBluetoothチップが内蔵されており、同梱のニンテンドー ワイヤレスキーボードでタイピングを行う。

## 概要
ポケットモンスターシリーズをテーマとしたタイピングソフトで、イッシュ地方のポケモンを調査をするのが目的。プレイヤーは名称をローマ字でタイピングするとポケモンをゲット出来るタイピングボールを用いて「けんきゅうノート」を完成させていく。
マップはキーボードを摸したものになっており、各キーの名称に由来したコース（全60コース）を調査していく。すばやく正確なタイピングを続けることで得点が上がるほか、コース内におけるレアポケモンの出現条件にもなっている。分岐するコースや途中で入手できる鍵で先に進むコースもある。
コースをクリアすることで調査範囲が広がっていくが、各コースの成績に応じてもらえるメダル（金・銀・銅）や調査したポケモンの数に応じて解禁されるコースもある。

## 登場人物
主人公（デフォルト名なし）
本作の主人公。性別の選択は可能。ポケモンタイピングエリートクラブに所属する。
青葉 キイ（あおば キイ）
声 - 折笠奈緒美
タイピングエリートクラブ所属の女の子。主人公に同行してアドバイスを行なう。
木内 エイジ（きうち エイジ）
ポケモンの研究者。主人公の助言を行なう。

## コース
ホームキー：じぶんのへや
セーブや今まで調査したポケモンやタイピストカードの確認ができる。
Ctrl：コントロールルーム
エイジからアドバイスをもらったり、下画面のキーボードのカスタマイズができる。
A：アチャモそうげん
アチャモやその進化系のバシャーモが生息する草原。
B：バッフロンキャニオン
カバルドン、バンギラスといった地面タイプ・岩タイプ・炎タイプのポケモンが生息する渓谷。
C：チラーミィかいがん
シャワーズやヒヤップなど水タイプのポケモンが多く生息する海岸。
D：ディグダとうげ
ディグダとモグリューといったモグラのポケモンが生息する峠。条件を満たすとダグトリオが出現する。
E：エモンガのたかいもり
フシデやストライクといった虫タイプのポケモンが生息する森。最奥地にはジャローダが出現する。
F：フシギダネほどう
フシギダネ、モンメン、クルミルなど草タイプが多く生息する歩道。
G：ゴーストやしき
ゴーストやヌケニンといったゴーストタイプのポケモンが生息する屋敷。多くのポケモンを調査すると奥の部屋の鍵が手に入りゲンガーに会える。
H：ヒトカゲやま
炎タイプが多く生息する山。最奥地にはグラードンが出現する。
I：イワークさんどう
岩タイプのポケモンが多く生息する山道。最奥地にはテラキオンが出現する。
J：ジュカインの樹海
草タイプやのポケモンが多く生息する山道。最奥地にはセレビィが出現する。
K：キモリのもり
草タイプのポケモンが多く生息する森。ポケモンを調査しないと霧が濃くなってしまう。条件を満たすとフシギバナが出現する。
L：ルナトーンよみち
エスパータイプのポケモンが多く生息する夜道。最奥地にはゾロアークが出現する。
M：メノクラゲすいどう
メノクラゲやプロトーガといった水タイプのポケモンが多く生息する水道。波を全て破壊することでルギアが出現する。
N：ニャースがさき
ニャースが生息する崎。途中に小判が落ちている。
O：オニゴーリゆきみち
氷タイプのポケモンが生息する雪道。
P：ピカチュウパーク
ピカチュウやピチューが生息する公園。
Q：ビークインのしろ
ビークインの住む城。主に虫タイプのポケモンが生息する。名前を打ち間違えるとスピアーが襲ってくる。
R：リザードンのいわやま
炎タイプや岩タイプが多く生息する岩山。
S：シキジカこうえん
シキジカとメブキジカが生息する公園。道を進むと季節が変化する。
T：タマタマしつげん
水タイプや草タイプのポケモンが多く生息する湿原。
U：ウソッキーしんりんこうえん
ウソッキーによく似た木が多く生えている森林公園。
V：ビクティニのいりえ
ビクティニが生息する入江。多くのポケモンを調査すると小屋の鍵が手に入る。
W：ワニノコオアシス
水タイプのポケモンが多く生息するオアシス。条件を満たすとラプラスが出現する。
X：カメックスリゾート
カメックスやマリルといった水タイプのポケモンが生息するリゾート。
Y：ユキワラシのさと
氷タイプのポケモンが多く生息する。途中の雪だるまを破壊するとポケモンが出現する。
Z：ゾロアしょとう
ゾロアが多く生息する島々。ゲームが進むとカイオーガが出現するようになる。
1：1ばん きのみいちば
ゴンベなどのポケモンが生息する市場。奥からきのみが転がってくる。
2：2ばん にじのトロッコ
ポケモンがトロッコに乗って移動しているコース。最奥地にはホウオウが出現する。
3：3ばん サンサンサンシャイン
ポワルンやチェリムといった天候によって姿が変わるポケモンが生息する砂漠。日差しが強い
4：4ばん しりとりステーション
しりとりが続くようにポケモンを調査していくコース。最奥地にはシェイミが出現する。
5：5ばん ゴールデンロード
ヤミラミやエネコなどが生息する道。途中に宝石が落ちている。
6：6ばん ロックマウンテン
岩タイプのポケモンが多く出現する山。制限時間60秒でどれだけ多く調査できるかを競う。
7：7ばん ラッキーパラダイス
ラッキーが生息するコース。ラッキーが投げてくる2つのタマゴからあたりを見つけないと調査終了になってしまう。
8：8ばん はちのじこうさてん
虫タイプのポケモンが生息するコース。道が八の字になっている。
9：9ばん クールマウンテン
氷タイプのポケモンが生息する雪山。ポケモンが上から滑り落ちてくる。
0：0ばん ごぜんれいじのやかた
ゴーストタイプのポケモンが多く生息する館。奥の部屋にはロトムがいる。
BS：バックスペースだいち
穴から出てくるポケモンとその穴に対応した文字を打つコース。
半角/全角：カクカクしつげん
グレッグルが生息する湿原。グレッグルの攻撃を避けて進む。
Tab：むげんタブタブロード
ゴールがなく無限に続くコース。3回打ち間違えると終了になる。
Caps Lock：キャプスロックびじゅつかん
ポケモンの鳴き声を聞いてそのポケモンを当てる美術館。3回間違えると終了になる。
Shift（左）：シフトトレーニング
キーボードの基本的な打ち方を学べる。
Shift（右）：シフトたんごチャレンジ
看板に書いてある単語をタイピングするコース。単語にはポケモンの特性名なども含まれる。
Fn：ローマじファンクション
看板に書いてある文字を打つコース。ローマ字を打つ練習ができる。
Alt：オルトさんみゃく
最初に訪れるコース。ポケモンの乗っているボールに書いてある文字を打っていくコース。
スペースキー：スペースハイキング
ポケモンの乗っているボールに書いてある文字を打っていくコース。オルトさんみゃくより打つ文字が多い。
-：ハイフンかざん
炎タイプのポケモンが多く生息する火山。条件を満たすとエンブオーが出現する。
^：どくどくカレットとう
毒タイプのポケモンが多く生息する島。ポケモンが毒を投げつけて攻撃してくる。
¥：エンマークかわくだり
水タイプのポケモンが多く生息するコース。川を下っていき最終的には海に辿りつく。条件を満たすとフィオネが出現する。
@：アットマークはつでんしょ
電気タイプのポケモンが多く生息する発電所。奥の部屋にはエレキブルがいる。
；（セミコロン）：セミコロンどうくつ
アンノーンが生息する洞窟。28種類全てのアンノーンが出現し、それぞれに対応した文字を入力しないと調査できない。
：（コロン）：ゆうやけコロンかいどう
夕焼けでポケモンが影になって見える街道。最奥地にはコバルオンが出現する。
[：かっここ
水タイプのポケモンが生息する湖。ポケモンが川を飛び越えて逃げる。
]：かっこけいこく
水タイプのポケモンが多く生息する渓谷。丸太が滝から落ちてくる。
,（カンマ）：カンマはま
水タイプのポケモンが多くする浜。一度でも打ち間違えると調査が終了してしまう。
.（ピリオド）：ちんぼつせんピリオドごう
ゴーストタイプのポケモンが多く生息する沈没船。奥の部屋にはミュウがいるが、キーボードの音を変えないと会うことができない。
/：スラッシュタワー
ポケモンが2匹同時に出てくるタワー。2匹の名前を続けて打たなくてはいけない。
\：バックスラッシュくうかん
エスパータイプのポケモンが多く生息する空間。条件を満たすとオーベムが出現する。
↑：グレートパラダイス
草タイプのポケモンが多く生息するコース。最奥地にはビリジオンが出現する。
←：ひだりりゅうせいぐん
エスパータイプのポケモンが多く生息するコース。流れ星が落ちてくる。
↓：くらやみしんかい
水タイプのポケモンが多く生息する深海。最奥地にはマナフィが出現する。
→：わくせいしんでん
ドラゴンタイプのポケモンが多く生息する神殿。最奥地にはダークストーンとライトストーンがある。

## ニンテンドー ワイヤレスキーボード
ソフトに同梱されているBluetooth内蔵キーボード。単3電池2個による稼働（アルカリ電池で約1500時間の動作）。かな表記の無いQWERTY配列で、テンキー、ファンクションキーは無い。キーピッチは17mm（フルサイズキーボードより約2mm狭い）。
動作保証はしていないが、HIDプロファイルに対応した機器でペアリングして使用できる場合もある。ただし、iOSデバイス（iPhone,iPadなど）に接続した場合はUS配列のキーボードとして認識されてしまうため、記号キーの配列がキートップに表示されたもの（JIS配列準拠）と異なる。
DSや3DSの本体にはBluetooth機能がないため、DSカードにBluetooth通信用のチップを内蔵することによって対応している。そのため、本ソフト以外のDS用ソフトでは使用できない。